# National Highway 211
National Highway 211 (NH 211) ist eine Hauptfernstraße im Bundesstaat Maharashtra in der Mitte des Staates Indien mit einer Länge von 453 Kilometern. Sie beginnt in Dhule am NH 3 und verläuft über Chalisgaon, Aurangabad, Beed und Osmanabad nach Solapur an den NH 9.